# Nannophyopsis clara
Nannophyopsis clara – gatunek ważki z rodziny ważkowatych (Libellulidae).